# Samuel Adamson
Samuel Adamson (* 27. November 1969 in Adelaide, South Australia) ist ein australischer Dramatiker und Drehbuchautor. Er lebt seit 1991 in England, momentan in der Nähe von London.
Adamson hatte seinen Durchbruch als Dramatiker mit seinem ersten Stück Clocks and Whistles am Londoner Bush Theatre im Jahr 1996.
Er schrieb mehrere Stücke und Adaptionen für verschiedene Theater in London und das Drehbuch für den Kurzfilm Running for River mit Romola Garai aus dem Jahr 2007.
Die Uraufführung seiner viel beachteten Bühnenadaptierung von Pedro Almodóvars Film Alles über meine Mutter fand 2007 im Old Vic Theatre in London statt, die deutsche Erstaufführung 2009 im Wiener Volkstheater.